# Geraz do Lima e Deão
Geraz do Lima e Deão (officiellement : União das Freguesias de Geraz do Lima (Santa Maria, Santa Leocádia et Moreira) et Deão) est une freguesia portugaise de la municipalité de Viana do Castelo, avec 19,18 km² de superficie et 3 044 habitants (recensement 2021). Sa densité de population est de 158,7 hab. /km² .

## Histoire
Elle a été créée en 2013, dans le cadre d'une réforme administrative nationale, en regroupant les anciennes freguesias de Santa Maria de Geraz do Lima (pt), Santa Leocádia de Geraz do Lima (pt), Moreira de Geraz do Lima et Deão. Son siège est à Geraz do Lima (Santa Maria).

## Démographie
La population enregistrée lors des recensements était de : 
| Année | Population | ±%    |
| ----- | ---------- | ----- |
| 2001  | 3 503      | —     |
| 2011  | 3 339      | -4,7% |
| 2021  | 3 044      | -8,8% |

| Répartition de la population par groupe d'âge | Répartition de la population par groupe d'âge | Répartition de la population par groupe d'âge | Répartition de la population par groupe d'âge | Répartition de la population par groupe d'âge |
| --------------------------------------------- | --------------------------------------------- | --------------------------------------------- | --------------------------------------------- | --------------------------------------------- |
| Année                                         | 0-14 Ans                                      | 15-24 Ans                                     | 25-64 Ans                                     | > 65 Ans                                      |
| 2001                                          | 581                                           | 613                                           | 1707                                          | 602                                           |
| 2011                                          | 500                                           | 345                                           | 1758                                          | 736                                           |
| 2021                                          | 336                                           | 319                                           | 1561                                          | 828                                           |

Au moment du regroupement des freguesias, la population enregistrée lors du recensement précédent était de :
| Freguesia actuelle   | Freguesia actuelle | Freguesia actuelle | Anciennes freguesias            | Anciennes freguesias | Anciennes freguesias |
| Freguesia            | Population (2011)  | Superficie (km²)   | Freguesia                       | Population (2011)    | Superficie (km²)     |
| -------------------- | ------------------ | ------------------ | ------------------------------- | -------------------- | -------------------- |
| Geraz do Lima e Deão | 3339               | 19,18              | Santa Maria de Geraz do Lima    | 875                  | 5,44                 |
| Geraz do Lima e Deão | 3339               | 19,18              | Santa Leocádia de Geraz do Lima | 916                  | 7,35                 |
| Geraz do Lima e Deão | 3339               | 19,18              | Moreira de Geraz do Lima        | 597                  | 4,03                 |
| Geraz do Lima e Deão | 3339               | 19,18              | Deão                            | 951                  | 2,36                 |